# Cinquième circonscription de Paris de 1958 à 1986
Pour les articles homonymes, voir Cinquième circonscription de Paris de 1988 à 2012 et Cinquième circonscription de Paris depuis 2012.
De 1958 à 1986, la cinquième circonscription législative de Paris recouvrait l'intégralité du 7e arrondissement de la capitale. Cette délimitation s'est appliquée aux sept premières législatures de la Cinquième République française. De 1958 à 1967, elle se confond avec la 5e circonscription de la Seine.

## Députés élus
| Législature | Début de mandat | Fin de mandat  | Député élu              |  | Parti politique | Observations                                                       |
| ----------- | --------------- | -------------- | ----------------------- |  | --------------- | ------------------------------------------------------------------ |
| Ire         | 9 décembre 1958 | 9 octobre 1962 | Édouard Frédéric-Dupont |  | CNIP            | mandat écourté à la suite d'une dissolution du général de Gaulle   |
| IIe         | 6 décembre 1962 | 2 avril 1967   | Jacques Mer             |  | UNR-UDT         |                                                                    |
| IIIe        | 3 avril 1967    | 30 mai 1968    | Édouard Frédéric-Dupont |  | app. PDM        | mandat écourté à la suite d'une dissolution du général de Gaulle   |
| IVe         | 11 juillet 1968 | 1er avril 1973 | Michel Caldaguès        |  | UDR             |                                                                    |
| Ve          | 2 avril 1973    | 2 avril 1978   | Édouard Frédéric-Dupont |  | RI              |                                                                    |
| VIe         | 3 avril 1978    | 22 mai 1981    | Édouard Frédéric-Dupont |  | app. RPR        | mandat écourté à la suite d'une dissolution de François Mitterrand |
| VIIe        | 2 juillet 1981  | 1er avril 1986 | Édouard Frédéric-Dupont |  | CNIP            |                                                                    |

En 1985, le président de la République François Mitterrand changea le mode de scrutin des députés en établissant le scrutin proportionnel par département. Le nombre de députés du département de Paris fut ramené de 31 à 21 et les circonscriptions furent supprimées au profit du département.

## Évolution de la circonscription
En 1986, cette circonscription a été fusionnée avec la partie nord de l'ancienne quatrième circonscription pour former la nouvelle « troisième circonscription ».

## Résultats électoraux

### Élections législatives de 1958
| Candidat                    | Candidat                    | Parti                     | Premier tour | Premier tour | Second tour | Second tour |  |
| Candidat                    | Candidat                    | Parti                     | Voix         | %            | Voix        | %           |  |
| --------------------------- | --------------------------- | ------------------------- | ------------ | ------------ | ----------- | ----------- |  |
|                             | Édouard Frédéric-Dupont élu | CNIP                      | 24 969       | 49,73        | 37 934      | 87,06       |  |
|                             | Guy Sabatier                | UNR                       | 9 893        | 19,7         | Retrait     | Retrait     |  |
|                             | Pierre Botteau              | PCF                       | 4 576        | 9,11         | 5 638       | 12,94       |  |
|                             | Henri Murray                | SFIO                      | 3 731        | 7,43         | Retrait     | Retrait     |  |
|                             | Antoinette Le Ber           | MRP                       | 3 502        | 6,97         | Retrait     | Retrait     |  |
|                             | Roland Gillet               | Divers droite (Gaulliste) | 2 140        | 4,26         |             |             |  |
|                             | René Roullet                | Divers                    | 1 401        | 2,79         |             |             |  |
|                             |                             |                           |              |              |             |             |  |
| Inscrits                    | Inscrits                    | Inscrits                  | 65 714       | 100,00       | 65 714      | 100,00      |  |
| Abstentions                 | Abstentions                 | Abstentions               | 14 487       | 22,05        | 19 426      | 29,56       |  |
| Votants                     | Votants                     | Votants                   | 51 227       | 77,95        | 46 288      | 70,44       |  |
| Blancs et nuls              | Blancs et nuls              | Blancs et nuls            | 1 015        | 1,98         | 2 716       | 5,87        |  |
| Exprimés                    | Exprimés                    | Exprimés                  | 50 212       | 98,02        | 43 572      | 94,13       |  |
| Source : Gallica et CEVIPOF |                             |                           |              |              |             |             |  |

Le suppléant d'Édouard Frédéric-Dupont était François Denys-Cochin, administrateur de sociétés, conseiller municipal du 7ème arrondissement, conseiller général de la Seine.

### Élections législatives de 1962
| Candidat                  | Candidat                        | Parti          | Premier tour | Premier tour | Second tour | Second tour |  |
| Candidat                  | Candidat                        | Parti          | Voix         | %            | Voix        | %           |  |
| ------------------------- | ------------------------------- | -------------- | ------------ | ------------ | ----------- | ----------- |  |
|                           | Jacques Mer élu                 | UNR-UDT        | 17 621       | 43,1         | 21 152      | 50,24       |  |
|                           | Édouard Frédéric-Dupont sortant | CNIP           | 15 121       | 36,99        | 16 111      | 38,27       |  |
|                           | Monique Lafon                   | PCF            | 4 242        | 10,38        | 4 836       | 11,49       |  |
|                           | Michel Salles                   | SFIO           | 2 746        | 6,72         | Retrait     | Retrait     |  |
|                           | René Dillemann                  | Modérés        | 1 150        | 2,81         |             |             |  |
|                           |                                 |                |              |              |             |             |  |
| Inscrits                  | Inscrits                        | Inscrits       | 61 994       | 100,00       | 61 995      | 100,00      |  |
| Abstentions               | Abstentions                     | Abstentions    | 20 489       | 33,05        | 19 171      | 30,92       |  |
| Votants                   | Votants                         | Votants        | 41 505       | 66,95        | 42 824      | 69,08       |  |
| Blancs et nuls            | Blancs et nuls                  | Blancs et nuls | 625          | 1,51         | 725         | 1,69        |  |
| Exprimés                  | Exprimés                        | Exprimés       | 40 880       | 98,49        | 42 099      | 98,31       |  |
| Source : CDSP et Le Monde |                                 |                |              |              |             |             |  |

Le suppléant de Jacques Mer était Michel Couvert-Castéra, chef d'entreprise.

### Élections législatives de 1967
| Candidat                  | Candidat                    | Parti                     | Premier tour | Premier tour | Second tour | Second tour |  |
| Candidat                  | Candidat                    | Parti                     | Voix         | %            | Voix        | %           |  |
| ------------------------- | --------------------------- | ------------------------- | ------------ | ------------ | ----------- | ----------- |  |
|                           | Maurice Couve de Murville   | UD-Ve                     | 17 983       | 41,92        | 19 505      | 49,64       |  |
|                           | Édouard Frédéric-Dupont élu | CD (PDM)                  | 16 049       | 37,41        | 19 784      | 50,36       |  |
|                           | Jean-Claude Mercier         | FGDS (CIR)                | 4 118        | 9,60         |             |             |  |
|                           | Jacques Marquis             | PCF                       | 3 585        | 8,36         |             |             |  |
|                           | Marcel Barbu                | Modérés                   | 768          | 1,79         |             |             |  |
|                           | M. Delest                   | Divers droite (Gaulliste) | 396          | 0,92         |             |             |  |
|                           |                             |                           |              |              |             |             |  |
| Inscrits                  | Inscrits                    | Inscrits                  | 53 407       | 100,00       | 53 414      | 100,00      |  |
| Abstentions               | Abstentions                 | Abstentions               | 10 115       | 18,94        | 12 262      | 22,96       |  |
| Votants                   | Votants                     | Votants                   | 43 292       | 81,06        | 41 152      | 77,04       |  |
| Blancs et nuls            | Blancs et nuls              | Blancs et nuls            | 393          | 0,91         | 1 863       | 4,53        |  |
| Exprimés                  | Exprimés                    | Exprimés                  | 42 899       | 99,09        | 39 289      | 95,47       |  |
| Source : CDSP et Le Monde |                             |                           |              |              |             |             |  |

Le suppléant d'Édouard Frédéric-Dupont était le Docteur Étienne Royer de Véricourt.

### Élections législatives de 1968
| Candidat                  | Candidat             | Parti          | Premier tour | Premier tour | Second tour | Second tour |  |
| Candidat                  | Candidat             | Parti          | Voix         | %            | Voix        | %           |  |
| ------------------------- | -------------------- | -------------- | ------------ | ------------ | ----------- | ----------- |  |
|                           | Michel Caldaguès élu | UDR (URP)      | 17 790       | 43,92        | 18 816      | 51,02       |  |
|                           | Bertrand Motte       | CD (PDM)       | 14 237       | 35,14        | 18 067      | 48,98       |  |
|                           | Odette Sabaté        | PCF            | 2 734        | 6,75         |             |             |  |
|                           | Jean-Pierre Guillon  | PSU            | 2 633        | 6,5          |             |             |  |
|                           | Roger-Paul Bugnet    | FGDS (CIR)     | 1 669        | 4,12         |             |             |  |
|                           | Louis Macaigne       | MPR            | 879          | 2,17         |             |             |  |
|                           | Médélia Marlialy     | TD             | 387          | 0,96         |             |             |  |
|                           | Claude Bazoche       | Divers droite  | 181          | 0,45         |             |             |  |
|                           |                      |                |              |              |             |             |  |
| Inscrits                  | Inscrits             | Inscrits       | 52 022       | 100,00       | 52 022      | 100,00      |  |
| Abstentions               | Abstentions          | Abstentions    | 11 267       | 21,66        | 13 980      | 26,87       |  |
| Votants                   | Votants              | Votants        | 40 755       | 78,34        | 38 042      | 73,13       |  |
| Blancs et nuls            | Blancs et nuls       | Blancs et nuls | 245          | 0,6          | 1 159       | 3,05        |  |
| Exprimés                  | Exprimés             | Exprimés       | 40 510       | 99,4         | 36 883      | 96,95       |  |
| Source : CDSP et Le Monde |                      |                |              |              |             |             |  |

Michel Couvert-Castéra était le suppléant de Michel Caldaguès.

### Élections législatives de 1973
| Candidat              | Candidat                    | Parti              | Premier tour | Premier tour | Second tour | Second tour |  |
| Candidat              | Candidat                    | Parti              | Voix         | %            | Voix        | %           |  |
| --------------------- | --------------------------- | ------------------ | ------------ | ------------ | ----------- | ----------- |  |
|                       | Édouard Frédéric-Dupont élu | RI                 | 11 401       | 32,23        | 20 327      | 69,02       |  |
|                       | Jacques Godfrain            | UDR (URP, CDP)     | 8 245        | 23,31        | Retrait     | Retrait     |  |
|                       | Jean-Jacques Carpentier     | CD (MR, CR)        | 5 542        | 15,67        | 9 125       | 30,98       |  |
|                       | Jacques Lhomet              | PS (UGSD)          | 3 647        | 10,31        |             |             |  |
|                       | Thérèse Desnos              | PCF                | 2 464        | 6,97         |             |             |  |
|                       | Albert Finizio              | PSU                | 1 280        | 3,62         |             |             |  |
|                       | Michel Corbin               | FN                 | 1 150        | 3,25         |             |             |  |
|                       | Christophe Lemaire          | Divers droite      | 678          | 1,92         |             |             |  |
|                       | Bertrand Nepveu             | LO                 | 447          | 1,26         |             |             |  |
|                       | Martine Depas               | Divers droite (FP) | 280          | 0,79         |             |             |  |
|                       | Maurice Münch               | Divers droite      | 238          | 0,67         |             |             |  |
|                       |                             |                    |              |              |             |             |  |
| Inscrits              | Inscrits                    | Inscrits           | 44 393       | 100,00       | 44 393      | 100,00      |  |
| Abstentions           | Abstentions                 | Abstentions        | 8 718        | 19,64        | 11 936      | 26,89       |  |
| Votants               | Votants                     | Votants            | 35 675       | 80,36        | 32 457      | 73,11       |  |
| Blancs et nuls        | Blancs et nuls              | Blancs et nuls     | 303          | 0,85         | 3 005       | 9,26        |  |
| Exprimés              | Exprimés                    | Exprimés           | 35 372       | 99,15        | 29 452      | 90,74       |  |
| Source : Data.gouv.fr |                             |                    |              |              |             |             |  |

Henri-Dominique Magnin, agent de change, était le suppléant d'Édouard Frédéric-Dupont

### Élections législatives de 1978
|                | Édouard Frédéric-Dupont sortant réélu | app. UDF (PR)           | 21 709 | 64,95  |  |  |  |
|                | Gérard Corblet                        | PS                      | 4 457  | 13,34  |  |  |  |
|                | Agnès Voituriez                       | Écologie 78             | 1 916  | 5,73   |  |  |  |
|                | Monique Brun                          | PCF                     | 1 790  | 5,36   |  |  |  |
|                | Jean-Marie Le Pen                     | FN                      | 1 307  | 3,91   |  |  |  |
|                | Marie-Annick Radiguet                 | PSU (FA)                | 589    | 1,76   |  |  |  |
|                | Geneviève Pastre                      | Divers gauche (Choisir) | 480    | 1,44   |  |  |  |
|                | Étienne de Damas                      | Divers droite (RUC)     | 474    | 1,42   |  |  |  |
|                | Jean-Marc Teisseire                   | PFN                     | 421    | 1,26   |  |  |  |
|                | Henri Peschaud                        | LO                      | 146    | 0,44   |  |  |  |
|                | Sophie Petersen                       | LCR (PSPT)              | 134    | 0,4    |  |  |  |
|                |                                       |                         |        |        |  |  |  |
| Inscrits       | Inscrits                              | Inscrits                | 45 864 | 100,00 |  |  |  |
| Abstentions    | Abstentions                           | Abstentions             | 12 121 | 26,43  |  |  |  |
| Votants        | Votants                               | Votants                 | 33 743 | 73,57  |  |  |  |
| Blancs et nuls | Blancs et nuls                        | Blancs et nuls          | 320    | 0,95   |  |  |  |
| Exprimés       | Exprimés                              | Exprimés                | 33 423 | 99,05  |  |  |  |

Henri-Dominique Magnin, Conseiller de Paris, était le suppléant d'Édouard Frédéric-Dupont.

### Élections législatives de 1981
|                                  | Édouard Frédéric-Dupont sortant réélu | RPR (UDF, CNIP) | 19 502 | 69,45  |  |  |  |
|                                  | Gérard Corblet                        | PS              | 5 646  | 20,11  |  |  |  |
|                                  | Pascal Gauchon                        | PFN             | 917    | 3,26   |  |  |  |
|                                  | Corinne Lepage                        | MÉP             | 906    | 3,23   |  |  |  |
|                                  | Monique Brun                          | PCF             | 760    | 2,71   |  |  |  |
|                                  | Louis Jouve                           | PSU             | 348    | 1,24   |  |  |  |
|                                  |                                       |                 |        |        |  |  |  |
| Inscrits                         | Inscrits                              | Inscrits        | 42 911 | 100,00 |  |  |  |
| Abstentions                      | Abstentions                           | Abstentions     | 14 686 | 34,22  |  |  |  |
| Votants                          | Votants                               | Votants         | 28 225 | 65,78  |  |  |  |
| Blancs et nuls                   | Blancs et nuls                        | Blancs et nuls  | 146    | 0,52   |  |  |  |
| Exprimés                         | Exprimés                              | Exprimés        | 28 079 | 99,48  |  |  |  |
| Source : Data.gouv.fr et CEVIPOF |                                       |                 |        |        |  |  |  |

Henri-Dominique Magnin était le suppléant d'Édouard Frédéric-Dupont.